# L'impero (film)
L'impero (L'Empire) è un film del 2024 diretto da Bruno Dumont.
Il film è stato presentato ufficialmente il 18 febbraio 2024, venendo incluso in concorso alla 74ª edizione del Festival internazionale del cinema di Berlino, aggiudicandosi poi il premio della giuria.
Parodia della saga di Guerre Stellari, il film narra dello scontro apocalittico nella Côte d'Opale tra due potenze spaziali.

## Trama
In una calda giornata estiva, la giovane Line, di ritorno dalla spiaggia sulla costa della Francia del nord, attraversa il paese e si mette a parlare con Jony, un pescatore del luogo, separato dalla madre di suo figlio Freddy. Line si mette poi a fissare la casa di Jony e improvvisamente gli chiede se "è nato il Margat". Il pescatore risponde con una voce inumana e le dice che è nato e che è in attesa della nave madre.
Giunge poi l'ex moglie di Jony per prendersi il figlio per il periodo che le compete, e se ne va assieme al suo nuovo compagno Rudy, un giovane con barba e lunghi capelli. Questi provoca il cappottamento dell'auto afferrando il volante, quindi decapita la donna, che ne era stata sbalzata fuori, con una spada laser, prima di simulare il proprio ferimento. La Gendarmerie nationale informa Jony ma resta perplessa per la decapitazione.
Jony informa poi un gruppo di uomini a cavallo (I "cavalieri del Margat") che lo esortano ad attenersi a ciò che deciderà un Consiglio prima di fare qualsiasi mossa; Jony ribatte che la sua stirpe sopravvivrà in ogni caso, anche se tutte le altre razze aliene, compresa quella degli "1", dovessero perire.
Rudy incontra Jane, che come lui appartiene alla razza degli "1", e lo esorta a stare in guardia, in particolare nei confronti di Jony, perché è molto potente e bisogna evitare che il Margat diventi il ricettacolo di tutto il male del mondo. Jane, teletrasportata in un'astronave dall'aspetto della Sainte-Chapelle di Parigi, fa rapporto al suo superiore, che le parla attraverso una sfera luminosa e ricorda che la razza degli "1" ha sempre cercato di elevare moralmente l'umanità, mentre quella degli "0" intendeva farla cadere nell'abiezione. Anche Jony e una delle sue sodali sono richiamati (su un'astronave simile alla Reggia di Caserta) per far rapporto al loro re, dall'aspetto di un'informe massa nera, che è il vero padre del Margat.
Gli "0" prendono possesso di ulteriori corpi umani, come quello di un gitante che attacca Jane e Rudy ed è subito decapitato da quest'ultimo, quello di Line e quello di un anziano, che diventa il ricettacolo del loro re, il quale decide di sferrare un attacco agli "1" sul pianeta Terra. Anche costoro (il cui capo si è incarnato nella sindaca del paese) decidono di agire massicciamente contro gli "0", per impedire che questi s'impadroniscano di tutti gli esseri umani.
Jony segue Jane in un posto isolato e le propone di avere un rapporto sessuale, approfittando del fatto che dispongono di corpi umani. La giovane, pur titubante, accetta; poi, assieme a Rudy, rapisce il Margat. Jony e i cavalieri riescono però a riprenderselo dalla casa in cui era stato portato, cosa per la quale Jane viene severamente redarguita. Tuttavia, quando Jane rivede Jony, pur accusandolo di essere un demonio, si lascia ancora prendere tra le sue braccia.
Sulla Terra converge un gran numero di astronavi delle due fazioni in lotta: esse sono risucchiate da un vortice astrale, formatosi nel cielo, che strappa anche molti oggetti dalla superficie, cosa di cui sono spettatori anche i due ottusi investigatori della Gendarmerie che si sono occupati dei casi della decapitazione e del rapimento. Quando il vortice si esaurisce, esce di casa la madre di Jony con Freddy, che pronuncia le parole: "È tutto".

## Produzione
Annunciato nel gennaio 2022, il film è stato girato nella regione francese di Côte d'Opale tra l'agosto e il settembre dello stesso anno, con riprese aggiuntive svoltesi a Bruxelles, Caserta e Berlino durante l'autunno.

## Promozione
Il primo trailer è stato pubblicato il 25 gennaio 2024.

## Distribuzione
L'impero è stato presentato ufficialmente il 18 febbraio 2024, venendo incluso in concorso alla 74ª edizione del Festival internazionale del cinema di Berlino; il 24 febbraio seguente, si è aggiudicato il premio della giuria.
Il film è stato distribuito nelle sale cinematografiche francesi a partire dal 21 febbraio dello stesso anno.
È uscito nelle sale italiane il 13 giugno 2024.

## Riconoscimenti
- 2024 – Festival internazionale del cinema di Berlino[5][6]
  - Premio della giuria
  - In concorso per l'Orso d'oro